# Mallotus subjaponicus
Mallotus subjaponicus là một loài thực vật có hoa trong họ Đại kích. Loài này được (Croizat) Croizat mô tả khoa học đầu tiên năm 1940.